# Heinz Florian Oertel

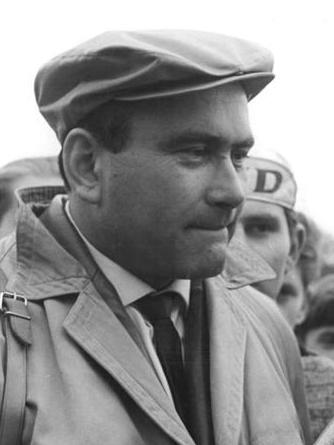
Heinz Florian Oertel, 1967

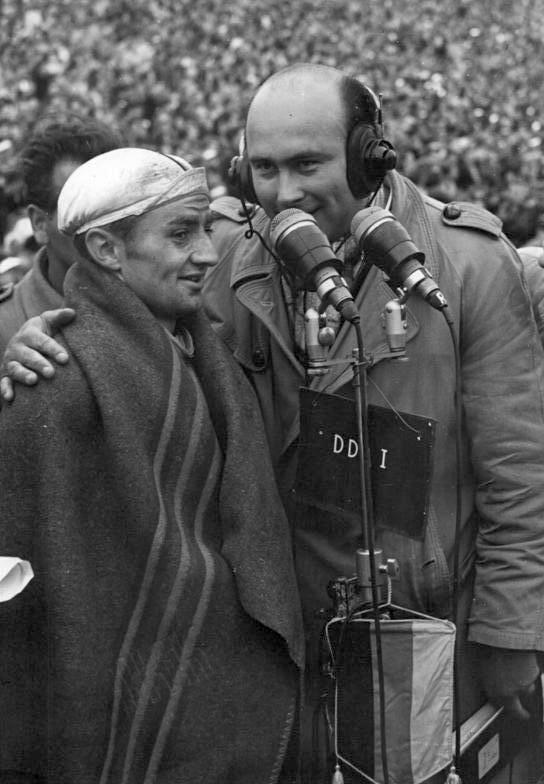
Heinz Florian Oertel (rechts) mit dem späteren Radweltmeister Bernhard Eckstein, 1959

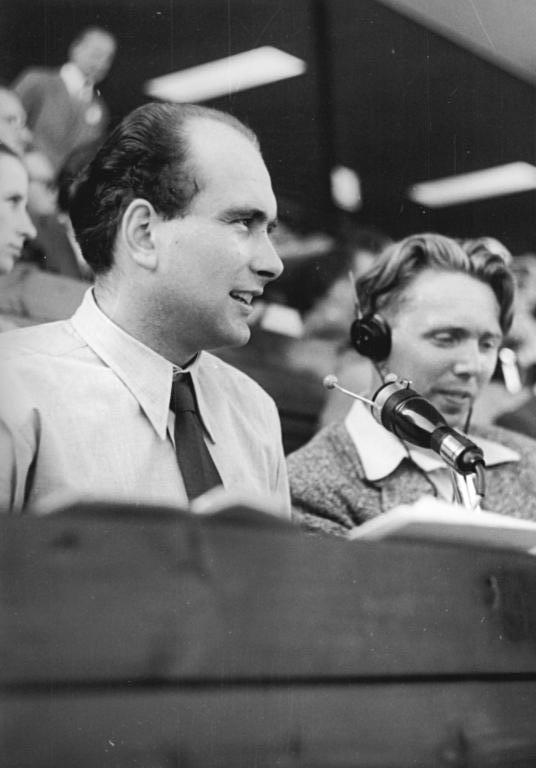
Heinz Florian Oertel als Radio-Reporter bei den Olympischen Spielen in Helsinki 1952

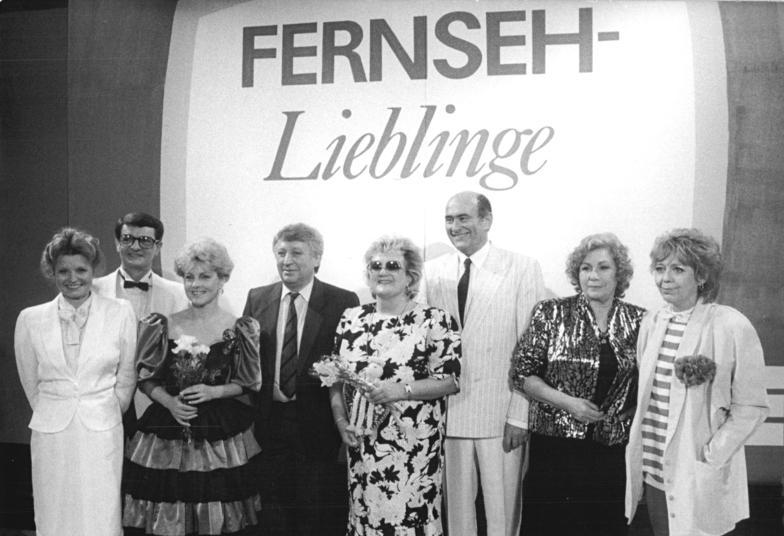
Heinz Florian Oertel (3. v. r.) 1987 bei der Wahl zum Fernsehliebling des Jahres

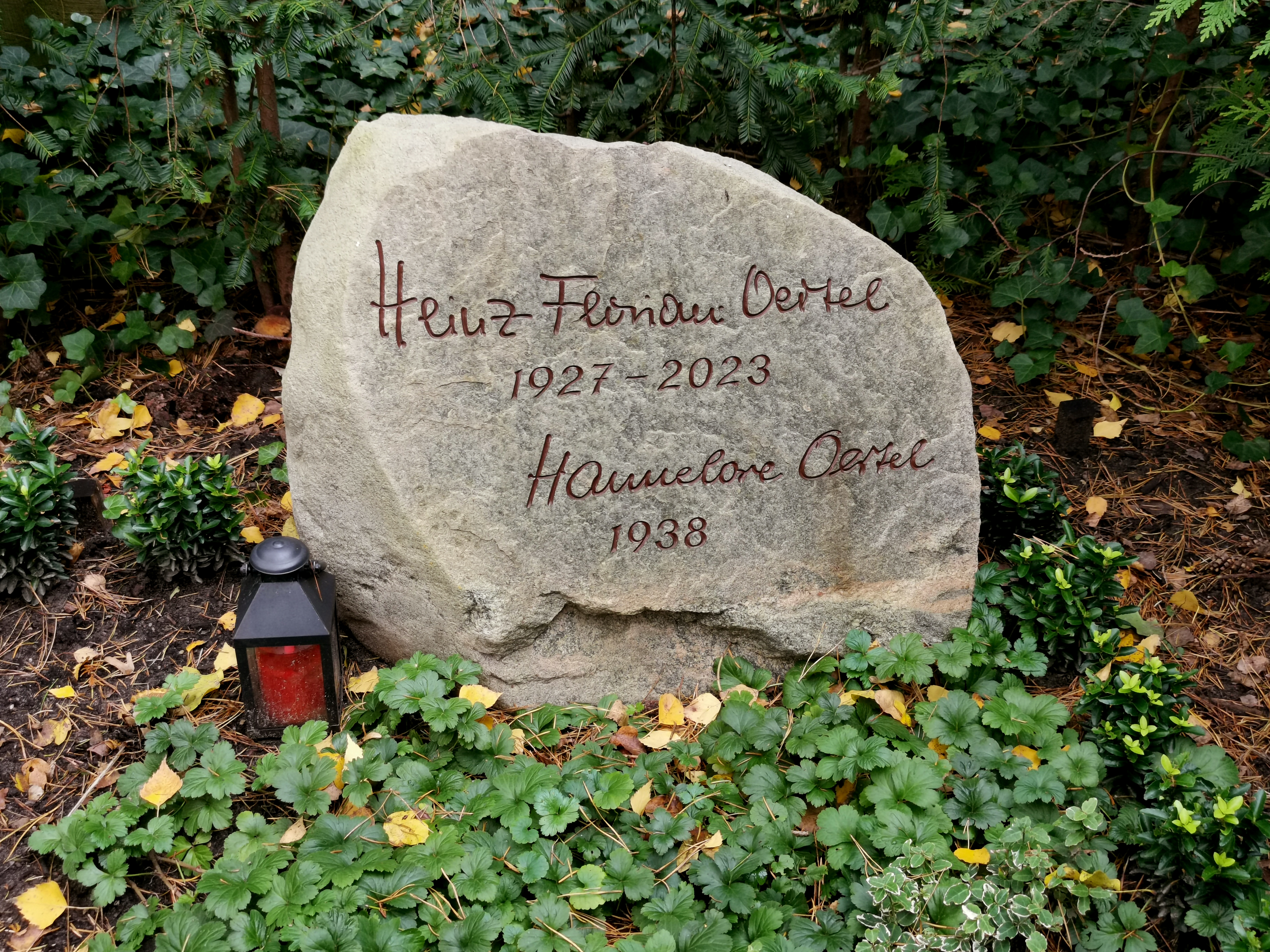
Grab auf dem Friedhof Pankow III

Heinz Florian Oertel (* 11. Dezember 1927 in Cottbus; † 27. März 2023 in Berlin) war ein deutscher Reporter, Moderator und Schauspieler. Er war jahrzehntelang als Sportkommentator im Hörfunk und im Fernsehen der Deutschen Demokratischen Republik (DDR) tätig und bei den Hörern und Zuschauern außerordentlich beliebt.

## Leben
Heinz Florian Oertel, der als Jugendlicher selbst im Fußball und in der Leichtathletik sportlich aktiv war, entging der Teilnahme am Kriegsdienst in den letzten Tagen des Zweiten Weltkrieges durch eine freiwillige Verpflichtung in der Kriegsmarine, da hier vor dem Einsatz eine umfangreichere Ausbildung notwendig war. Er geriet in Schleswig-Holstein in britisch-kanadische Kriegsgefangenschaft und gelangte über Franken zurück in seine Heimatstadt Cottbus. Im Juni 1946 trat er noch in Franken der Kommunistischen Partei Deutschlands (KPD) und in Cottbus dann der Sozialistischen Einheitspartei Deutschlands (SED) bei.
Nachdem er ab 1946 zunächst als Schauspieler sowie Regieassistent am Cottbuser Theater tätig gewesen war und 1948 an einem Institut für Lehrerbildung eine Kurzausbildung zum Lehrer für Deutsch und Sport absolviert hatte, arbeitete er von 1949 bis 1991 beim DDR-Hörfunk und ab 1955 beim Deutschen Fernsehfunk (ab 1972 Fernsehen der DDR). Beginnend mit den Sommerspielen 1952 in Helsinki berichtete er von 17 Olympischen Spielen und acht Fußball-Weltmeisterschaften sowie regelmäßig von Welt- und Europameisterschaften im Eiskunstlauf. Seine Berichterstattung von der Amateur-Weltmeisterschaft im Straßenradsport 1958, als Täve Schur Gold gewann, wurde noch Jahrzehnte später als „Meisterwerk der Rundfunk-Reportage“ bezeichnet.
Er moderierte oder erfand viele Fernsehsendungen, so beispielsweise Schlager aus Berlin (1962), Schlager einer kleinen Stadt (1964–1967, 8 Folgen aus Radeberg, Tangermünde, Bad Kösen, Barth, Schwarzenberg/Erzgeb., Waren (Müritz), Arnstadt und Sohland an der Spree), Schlager einer großen Stadt (1968–1971, 8 Folgen aus Warschau, Budapest, Moskau, Berlin, Dresden, Krakau, Karl-Marx-Stadt und Prag), Ein Kessel Buntes, Porträt per Telefon oder Sport aktuell. In der vorletztgenannten Sendung unterhielt er sich ab 1969 in 254 Folgen jeweils 45 Minuten lang live, mit zusätzlichen Fragen aus Zuschaueranrufen während der Sendung, mit prominenten DDR-Bürgern, vor allem Sportlern, Künstlern und Wissenschaftlern. Zu seinen bekanntesten regelmäßigen Sendungen im Radio zählte Hehehe – Sport an der Spree im Berliner Rundfunk. Er schrieb darüber hinaus auch rund 40 Jahre lang Kolumnen für die Lausitzer Rundschau und 25 Jahre lang für die Berliner Zeitung. Unter anderem setzte sich Oertel, der sich selbst als Freigeist bezeichnete, in diesen Beiträgen kritisch mit dem Sport in der DDR auseinander, was bei Funktionären bisweilen Aufregung auslöste.
1981 wurde er an der Karl-Marx-Universität Leipzig mit der Dissertation Untersuchungen zu den für die Tätigkeit als sprechender Sportreporter im Rundfunk und Fernsehen der DDR notwendigen speziellen Tätigkeitsqualitäten und Persönlichkeitseigenschaften zum Dr. rer. pol. promoviert. In den 1980er Jahren unterrichtete er an der Sektion Journalistik in Leipzig. Im Rahmen der gesellschaftlichen und politischen Veränderungen in der DDR warf Oertel dem Deutschen Turn- und Sportbund Ende Oktober 1989 vor, falsche Mitgliederzahlen anzugeben; er sprach von „Schummeleien, Bleistiftrekorden und Unehrlichkeiten“. Sein vierminütiger Bericht vom entscheidenden WM-Qualifikationsspiel der DDR-Fußballnationalmannschaft gegen Österreich im Monat darauf war die erste Original-Übertragung des DDR-Hörfunks, die von den Rundfunk-Programmen der ARD übernommen wurde. Anfang Dezember 1989 übertrug er für den Süddeutschen Rundfunk als Gastberichterstatter das Fußball-Bundesligaspiel VfB Stuttgart gegen 1. FC Köln und veröffentlichte am 4. Dezember 1989 im Hamburger Abendblatt erstmals einen Artikel in einer westdeutschen Zeitung. Nach 1990 arbeitete er beim Ostdeutschen Rundfunk Brandenburg (ORB) sowie beim Norddeutschen Rundfunk (NDR) und moderierte Galas und andere öffentliche Veranstaltungen. Oertel gab gemeinsam mit Kristin Otto mehrere Bücher über Olympische Spiele heraus. In weiteren Büchern befasste er sich mit gesellschaftlichen Themen. Darüber hinaus war er in den 1990er Jahren an der Freien Universität Berlin als Dozent im Bereich Rhetorik und als Lehrbeauftragter an der Georg-August-Universität Göttingen für Sport und Publizistik tätig.
Das Ministerium für Staatssicherheit (MfS) führte Oertel als Gesellschaftlichen Mitarbeiter für Sicherheit (GMS) unter dem Decknamen „Heinz“.
Heinz Florian Oertel war verheiratet und hatte einen Sohn und zwei Töchter. Er lebte in Berlin-Schönholz in der Beatrice-Zweig-Straße. Seine Tochter Annette Reber, 2008 einer Krebserkrankung erlegen, war als Dramaturgin und Regisseurin am Deutschen Theater und am Maxim-Gorki-Theater in Berlin tätig. In seiner Freizeit spielte er Tennis. Als er sich bei der Ausübung des Sports 1989 eine Verletzung am rechten Arm zuzog, war Oertel monatelang nicht in der Lage, seinem Beruf nachzugehen.
Oertel starb im Alter von 95 Jahren und wurde in Berlin auf dem Friedhof Pankow III (Feld 36U), neben dem Grab seiner Tochter, beigesetzt.

## Rezeption
Die Gründe für die Popularität von Heinz Florian Oertel bei den Hörern und Zuschauern waren sein ausgeprägtes Fach- und Detailwissen und vor allem der Stil seiner Berichterstattung. Zu diesem gehörte neben einer von persönlicher Begeisterung geprägten Dokumentation des sportlichen Geschehens, anstelle einer nüchternen Wiedergabe, auch eine detaillierte Beschreibung der äußeren Umstände wie des Wetters, der Stimmung vor Ort oder der Kleidung, Gestik und Mimik der Sportler. Von besonderer Bedeutung für die Hörer und Zuschauer war dies insbesondere in den ersten Jahrzehnten seiner Laufbahn, in denen das Radio und später das Schwarz-Weiß-Fernsehen dominierten.
Heinz Florian Oertel wurde insgesamt 17 Mal zum Fernsehliebling des Jahres im Fernsehen der DDR gewählt. Zu den bekanntesten Momenten seiner Karriere als Sportreporter zählt der Ausruf „Liebe junge Väter oder angehende, haben Sie Mut! Nennen Sie Ihre Neuankömmlinge des heutigen Tages ruhig Waldemar! Waldemar ist da!“, mit dem er während der Liveberichterstattung im Fernsehen den zweiten Marathon-Olympiasieg des DDR-Läufers Waldemar Cierpinski bei den Olympischen Sommerspielen 1980 in Moskau am 1. August 1980 kommentierte.

## Auszeichnungen (Auswahl)
- 1960: Vaterländischer Verdienstorden in Bronze
- 1980: Vaterländischer Verdienstorden in Gold

## Werke
- Mit dem Sportmikrofon um die Welt. Sportverlag, Berlin 1958.
- Immer wieder unterwegs. Sportverlag, Berlin 1966.
- Reportagen – Höhepunkte des Sports erlebt mit Heinz Florian Oertel. Langspielplatte, Litera 8 60 088, VEB Deutsche Schallplatten 1966.
- 30 Jahre wie ein Sprint. Sportverlag, Berlin 1984.
- Höchste Zeit. Das Neue Berlin, Berlin 1997, ISBN 3-360-00914-2.
- Reportagen – Unvergessenes aus 40 Jahren. CD. Verlag Das Neue Berlin 1998, ISBN 3-360-01005-1.
- Nachspiel-Zeit. Berlin 1999, ISBN 3-360-00897-9.
- Gott sei Dank. Schluß mit der Schwatzgesellschaft. Das Neue Berlin, Berlin 2007, ISBN 978-3-360-01297-5.
- Pfui Teufel. Über Verdrängtes und Vergessenes. Das Neue Berlin, Berlin 2009, ISBN 978-3-360-01966-0.
- Ein Leben für den Sport. Jan Hofer im Gespräch mit Heinz Florian Oertel. Das Neue Leben, Berlin 2012, ISBN 978-3-360-02148-9.
- Wenn man aufsteht, wird die Verbeugung tiefer. Neues Leben, Berlin 2017, ISBN 978-3-355-01865-4.

## Filmografie
- 1966: Irrlicht und Feuer (Fernsehfilm, Zweiteiler)

## Hörspiele
- 1959: Vasco Pratolini, Giandomenico Giagni: Ein Sonntag wie jeder andere (Sportreporter) – Regie: Theodor Popp (Rundfunk der DDR)